# Josephine Hart
Josephine Hart (Mullingar, Ierland, 1 maart 1942 - Engeland, 2 juni 2011) is een in Ierland geboren Brits schrijfster, producer en presentator. Ze schreef 5 romans, waaronder de bestseller Damage, die onder dezelfde naam in 1992 werd verfilmd door Louis Malle.

## Biografie
Josephine Hart werd geboren op 1 maart 1942 in Mullingar in Ierland. In 1948 verloor ze haar broer Charles. Enkele jaren later verloor ze ook haar jongere zusje aan hersenvliesontsteking en op 17-jarige leeftijd overleed haar broer Owen bij een explosie toen hij aan het experimenteren was met chemicaliën.
In 1964 verhuisde Hart naar Londen. Ze schreef een aantal West End-theaterstukken en presenteerde een boekenprogramma op Thames Television, maar worstelde erg met het verlies van haar broers en zus. Pas laat in de jaren 80, gedurende haar tweede huwelijk, zette ze zich ertoe om een boek te schrijven. In zes weken schreef ze haar eerste boek Damage die in 1991 werd uitgebracht. Het boek zou in 28 talen vertaald worden en meer dan 1 miljoen keer verkocht worden. Daarnaast werd het boek in 1992 verfilmd door Louis Malle.
In de jaren erop schreef Hart nog 4 romans. Daarnaast nam ze een aantal initiatieven om poëzie naar het grote publiek te brengen. Dit deed ze onder andere met lezingen in bibliotheken, waarin ze poëzie voordroeg.
Hart is twee maal getrouwd geweest. Met Paul Buckley in haar eerste huwelijk kreeg zijn een zoon. Met Maurice Saatchi, die Hart in 1984 trouwde, heeft Hart ook een zoon gekregen. Ze overleed op 2 juni 2011 aan de gevolgen van eierstokkanker.

## Boeken
- Damage, Vintage Books, 1991
- Sin, Vintage Books, 1992
- Oblivion, Vintage Books, 1995
- The Stillest Day, Chatto & Windus, 1998
- The Reconstructionist, Chatto & Windus, 2001
- Catching Life by the Throat: Poems from Eight Great Poets, W. W. Norton, 2008
- The Truth About Love, Virago, 2009